# Berglen
Berglen là một xã ở huyện Rems-Murr thuộc bang Baden-Württemberg nước Đức. Đô thị này có diện tích 25,87 km², dân số thời điểm ngày 31 tháng 12 năm 2006 là 6130 người.